# Menjān
Menjān (persiska: مِنجان, ميخان, مَنجَن, منجان) är en ort i Iran.   Den ligger i provinsen Hamadan, i den nordvästra delen av landet, 300 km väster om huvudstaden Teheran. Menjān ligger 1 573 meter över havet och antalet invånare är 581.
Terrängen runt Menjān är kuperad söderut, men norrut är den platt.Runt Menjān är det ganska tätbefolkat, med 124 invånare per kvadratkilometer. Närmaste större samhälle är Farsafaj, 6,2 km nordost om Menjān. Trakten runt Menjān består i huvudsak av gräsmarker.